# Dodge Intrepid (1993)
La Dodge Intrepid est une automobile de classe routière fabriquée par Dodge de juin 1992 à août 1997.

## Historique
- Juin 1992 : lancement du modèle.
- 1993 : lancement de la commercialisation.
- Août 1997 : arrêt définitif de la production.

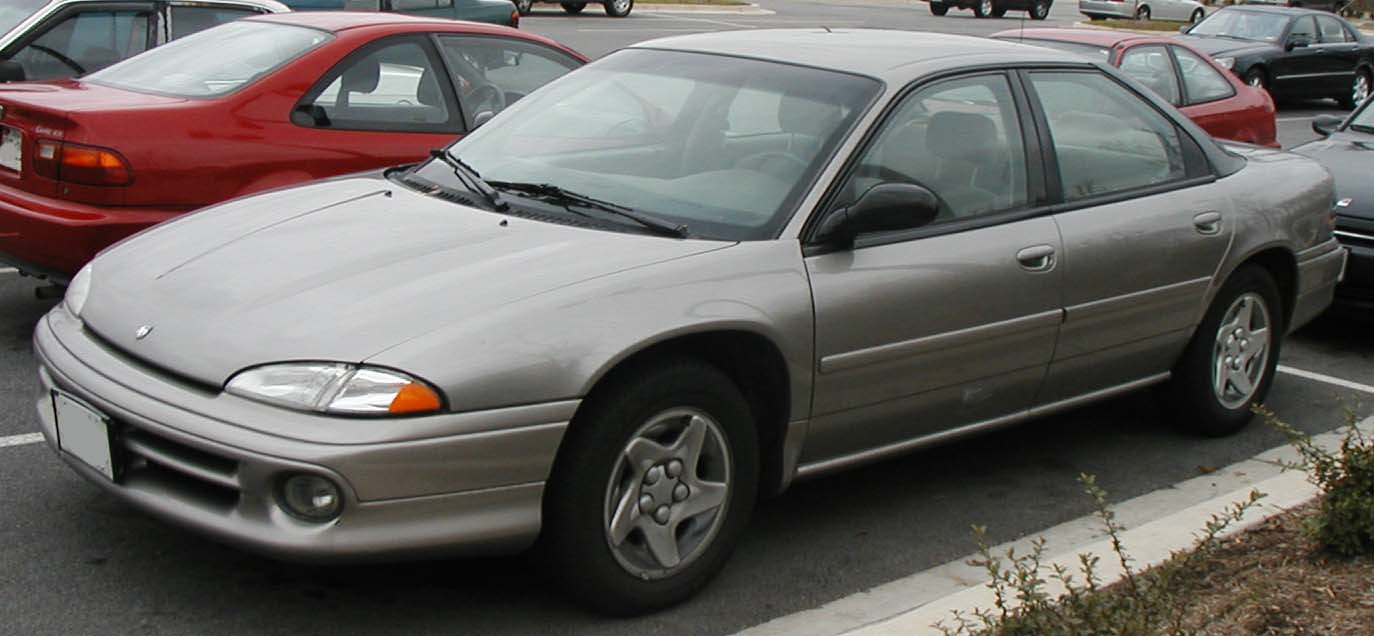
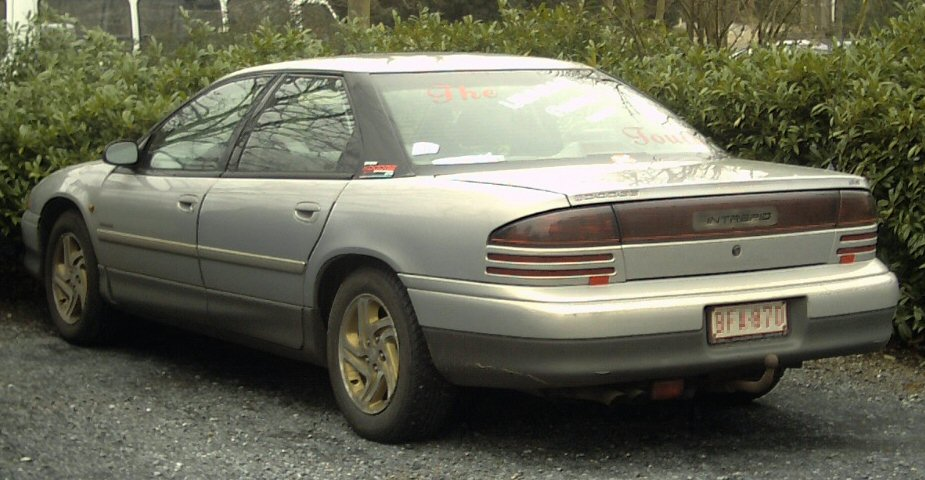

- 1998 : fin des ventes.

## Les différentes versions

### Phase I
Elle fut produite de 1993 à 1995.

### Phase II
Elle fut produite de 1995 à 1998.
Elle mesure 3 cm de plus de la phase I.

## Caractéristiques

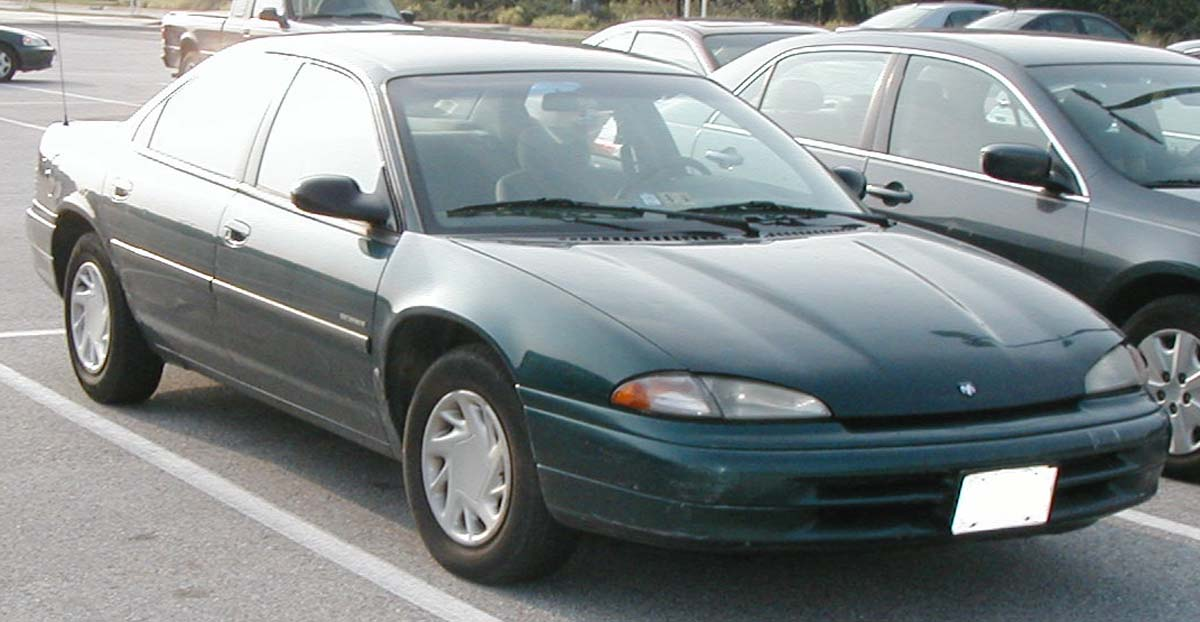